# Người Lào
Người Lào (tiếng Lào: ລາວ, tiếng Isan: ลาว, IPA: láːw) là một dân tộc có vùng cư trú truyền thống là một phần bắc bán đảo Đông Dương. Họ là một phân nhóm của các sắc tộc Thái tại Đông Nam Á.

## Tên gọi
Từ nguyên của từ Lào chưa được biết một cách rõ ràng, song nó có thể liên hệ với các bộ tộc được gọi là Ai Lao (tiếng Lào: ອ້າຽລາວ, tiếng Isan: อ้ายลาว, tiếng Trung: 哀牢; bính âm: Āiláo) xuất hiện trong các ghi chép từ thời nhà Hán tại khu vực mà nay là tỉnh Vân Nam. Các bộ tộc có nguồn gốc từ người Ai Lao bao gồm các sắc tộc Thái đã di cư xuống Đông Nam Á. Người Lào, giống như nhiều sắc tộc Thái khác cũng tự gọi mình là Thái (Lào: ໄທ, Isan: ไท, IPA: tʰáj) và cụ thể hơn là Thái Lào (ໄທລາວ, ไทลาว). Tại Thái Lan, người Lào bản địa được phân biệt với người Lào tại Lào và các sắc tộc Thái khác bằng thuật ngữ Thái Isan (tiếng Lào: ໄທຍ໌ອີສານ, tiếng Isan: ไทยอีสาน, IPA: i: să:n), một thuật ngữ bắt nguồn từ tiếng Phạn có nghĩa là đông bắc, song 'Lào' vẫn dược sử dụng.

## Lịch sử

### Thời kỳ người Thái di cư
Theo một thần thoại chung của các sắc tộc Thái, một vị vua có thể là thần thoại, Khun Borom Rachathiriat (ຂຸນບໍຣົມຣາຊາທິຣາດ, ขุนบรมราชาธิราช, [kʰǔn bɔ̄ː lóm láː sáː tʰī lâːt], sinh thời: 712 - 748) của Mueang Thaen (ເມືອງແຖນ, เมืองแถน, [mɯ́əŋ tʰɛ̌ːn], Mường Thanh) (nay là Điện Biên Phủ) là cha của một số người con trai và những người con này đã định cư và cai trị các mường khác nhau trên khắp Đông Nam Á và miền Nam Trung Quốc. Là sắc dân có nguồn gốc từ những người cổ đại được người Hán gọi là Việt và Ai Lao, các sắc tộc Thái bắt đầu di cư đến Đông Nam Á vào đầu thiên niên kỷ thứ 1, song hoạt động di cư quy mô lớn chỉ diễn ra từ thế kỷ VII đến thế kỷ XIII, đặc biệt là từ nơi mà nay là Tây Song Bản Nạp của Vân Nam và Quảng Tây. Lý do khiến người Thái phải di cư là vì sức ép từ sự bành trướng của người Hán, những cuộc xâm lược của người Mông Cổ, tìm kiếm những vùng đất phù hợp với canh tác lúa nước và sự sụp đổ của các quốc gia như Nam Chiếu.
Người Thái đã đồng hóa hoặc đẩy lui những người Môn-Khmer Nam Á, và định cư ở ven rìa các vương quốc Ấn hóa của người Môn và Đế quốc Khmer. Đã có sự pha trộn giữa các sắc tộc và người Thái đã tiếp nhận triết học, tôn giáo, ngôn ngữ và phong tục Ấn Độ cùng một số yếu tố Nam Á thông qua các sắc tộc láng giềng, song họ vẫn duy trì liên hệ với các mường Thái khác.

### Lan Xang
Các nhà nước của người Thái đã tận dụng thời cơ đế quốc Khmer suy yếu và nổi lên với vị thế độc lập. Người Lào coi đây là thời điểm bắt đầu lịch sử quốc gia của họ, với nhiều di tích, đền chùa, tác phẩm nghệ thuật, và các khía cạnh khác của văn hóa Lào bắt nguồn từ thời kỳ này. Từ đó, người ta có thể gọi các nhà nước Thái ở thung lũng sông Chao Phraya là Xiêm và Lan Xang là Lào. Vương quốc Lan Xang (ອານາຈັກລ້ານຊ້າງ, อาณาจักรล้านช้าง, [ʔaː náː tʃák lâːn sâːŋ]), hay Vạn Tượng, khởi đầu từ năm 1354, khi Somdej Phra Chao Fa Ngum (ສົມເດດພຣະເຈົ້າຝ້າງູ່ມ, สมเด็จพระเจ้าฝ้างู่ม) (1354 - 1373 AD) trở về Mueang Sua (ເມືອງຊວາ, เมืองซวา), đổi tên thành Xieng Thong (ຊຽງທອງ, เซียงทอง). Từ căn cứ này, Lan Xang đã mở rộng lãnh thổ ra toàn bộ nước Lào ngày nay cùng cao nguyên Khorat và nhiều phần của Tây Song Bản Nạp (Sipsongbanna, ສິບສອງພັນນາ, สิบสองพันนา), Sipsong Chau Tai (ສິບສອງຈຸໃທ, สิบสองจุไทย), Xieng Tung (ຊຽງຕຸງ, เซียงตุง), và Xieng Taeng (ຊຽງແຕງ, เซียงแตรง) cùng nhiều phần ở Tây Bắc Việt Nam.
Vương quốc Lan Xang hùng mạnh, giàu có và có ảnh hưởng do kinh đô của nó nằm ở nơi giao nhau của tuyến đường tơ lụa và là trung tâm của Phật giáo tại Đông Nam Á. Vương quốc thịnh vượng này có hoạt động vận tải đường thủy dọc theo Mê Kông và các tuyến đường lữ hành trên bộ đến các cảng của Xiêm. Những vị khách phương Tây đầu tiên đã đến trong thời gian trị vì của Phra Chao Sourigna Vongsa (ພຣະເຈົ້າສຸຣິຍະວົງສາທັມມິກຣາດ, พระเจ้าสุริยวงศาธรรมิกราช) (1634 - 1697), họ ghi chép cách vương quốc thịnh vượng này xuất khẩu vàng, nhựa thông benzoin, đồ sơn mài, thảo dược, ngà voi, tơ lụa và quần áo tơ lụa, và gỗ. Nhiều đền chùa, đặc biệt là tại Xieng Thong (nay là Luang Phrabang) và Vientiane đã chứng thực cho giai đoạn thịnh vượng này. Trong thời kỳ này, những truyền thuyết về Khun Borom đã được ghi lại trên lá cọ và sử thi cổ xưa "Sin Xay" của người Lào cũng được sáng tác ra. Phật giáo tiểu thừa trở thành quốc giáo, và Vientiane là một thành phố quan trọng của việc học tập giáo lý Phật giáo. Bên cạnh Phật giáo, người Lào còn chịu ảnh hưởng văn hóa từ những nơi định cư xa xôi của người Môn (mà về sau đồng hóa vào Lan Xang) và từ người Khmer. Một triều đại liên minh giữa Lannathai và Lanxang dưới thời Phra Chao Sai Sethathirath (ພຣະເຈົ້າໄຊເສດຖາທິຣາດ, พระเจ้าไชยเชษฐาธิราช) (1548 - 1572) đã giúp phát triển kiến trúc và mỹ thuật, phỏng theo phong cách Lannathai. Các loại sách của Lannathai được Lan Xang sao chép, bao gồm nhiều tài liệu tôn giáo. Điều này có thể đã dẫn đến việc tiếp nhận, hoặc thậm chí là tái tiếp nhận chữ Tua Tham dựa trên tiếng Môn, hoặc 'chữ cái Phật pháp' đối với các tác phẩm tôn giáo
Sau đó, Lan Xang bị phân chia thành ba thế lực kình địch, cai trị từ Luang Phra Bang, Vientiane, và Champasak (ຈຳປາສັກ, จำปาศักดิ์). Các vương quốc nhanh chóng rơi vào tay Xiêm. Những tàn dư của Lan Xang đã gặp phải tai họa vào thế kỷ XVIII và XIX, trong các chiến dịch do vua Taksin của Xiêm tiến hành để trừng phạt Nổi dậy Lào chống lại Xiêm của Chao Anouvong (ເຈົ້າອນຸວົງ, เจ้าอนุวงศ์) trong thời gian trị vì của Rama III. Trong cả hai thời kỳ này, Vientiane và các thành phố khác đã bị cướp phá và các bức tượng và tác phẩm nghệ thuật Phật giáo đã bị đưa đến Thái Lan. Các thành phố, phần lớn cư dân bị ép buộc phải di dời và đến định cư tại các vùng dân cư thưa thớt hơn của Isan và miền Trung Thái Lan và những người khác bị bắt làm nô lệ để phục dịch trong các công việc nặng nhọc dẫn đến nghệ thuật và ngôn ngữ Lào đã tiến vào miền Trung Thái Lan. Vào lúc người Pháp đến Lào vào năm 1868, họ chỉ thấy một khu vực với dân cư giảm sút và thậm chí thành phố Vientiane cũng biến mất trong các cánh rừng.

### Người Lào hậu Lan Xang

#### Người Lào tại Lào
Lào sau đó đã bị sáp nhập vào Xiêm, tuy nhiên, trong cuộc thám hiểm của Auguste Pavie, người Pháp đã quan tâm đến việc kiểm soát Mê Kông. Khi đó, người Pháp đã đô hộ Việt Nam và muốn chiếm cứ tất cả các chư hầu của nhà Nguyễn, bao gồm cả các vùng lãnh thổ còn lại của Lan Xang. Điều này đã khiến Pháp tiến hành ngoại giao pháo hạm và những vụ đụng độ biên giới với tên gọi Chiến tranh Pháp-Xiêm vào năm 1893, khiến Xiêm buộc phải từ bỏ tuyên bố chủ quyền đối với hầu hết nước Lào ngày nay.
Người Pháp đã ngăn chặn và giữ cho người Lào không trở thành một phân nhóm của dân tộc Thái (Thái Lan), như đồng bào của họ tại Isan, hay còn gọi là 'người Thái Đông Bắc'. Giống như sự ganh đua trong lịch sử giữa quốc vương ba nước Luang Phrabang, Champasak và Vientiane, nước Lào sau độc lập đã nhanh chóng bị chia rẽ giữa những người bảo hoàng dưới sự lãnh đạo của hoàng tử Boun Oum của Champasak (ເຈົ້າບຸນອຸ້ມ ນະ ຈຳປາສັກ, เจ้าบุญอุ้ม ณ จำปาศักดิ์), những người trung lập dưới sự lãnh đạo của hoàng thân Souvanna Phouma (ເຈົ້າສວັນນະພູມາ, เจ้าสุวรรณภูมา), và Pathet Lào (ປະເທດລາວ, ประเทศลาว, pá tʰêːt lá:w) theo chủ nghĩa cộng sản dưới sự lãnh đạo của em trai cùng cha khác mẹ với ông (Souvanna Phouma) là hoàng thân Souphanouvong (ເຈົ້າສຸພານນະວົງ, เจ้าสุภานุวงศ์). Những chia rẽ nội bộ, cùng với Chiến tranh Lạnh đã khiến Lào nhanh chóng bị lôi kéo vào Chiến tranh Việt Nam, dẫn đến xung đột kéo dài và kết thúc với sự chiến thắng của cộng sản vào năm 1975.
Nội chiến Lào đã gây nên nhiều thiệu hại cho đất nước, Tuy nhiên, trong những năm gần đây, đất nước này đã nới lỏng nhiều hạn chế và có những bước phát triển về kinh tế.

#### Người Lào tại Thái Lan
Mặc dù nhiều phần của Isan đã có người định cư và là một phần của Lan Xang từ trước, song nhiều người Lào đã bị buộc phải định cư tại các khu vực ít dân cư ở các vùng phía nam và phía tây hoặc bị gửi đến các mường Lào trung thành với người Xiêm. Khu vực Isan tương đối cô lập với phần còn lại của Thái Lan do có dãy núi Phetchabun và dãy núi Sankambeng chia cắt. Sự cô lập này còn kéo dài cho đến tận đầu thế kỷ XX, khi một tuyến đường sắt được xây dựng nối đến Nakhon Ratchasima. Sự cô lập của vùng Isan đối với miền Trung Thái Lan và việc có một lượng dân số lớn tại Isan, những người vẫn còn gắn bó với di sản văn hóa của họ, đã giúp bảo tồn văn hóa Lào.
Mặc dù Isan là một vùng đa sắc tộc với sự pha trộn của người Lào, người Việt, người Chăm, người Môn, người Khmer và các nhóm Thái khác, người Thái miền Trung nhận thấy mối đe dọa từ sự thống trị của người Lào đối với văn hóa và chính trị tại vùng Isan vì thế chính quyền Thái Lan đã có các chính sách Thái hóa khác nhau để tích hợp người dân Isan vào Thái Lan. Do sự thống trị của người Lào được coi là mối đe dọa lớn nhất đối với khu vực, mục 'người Lào' đã bị chính quyền Thái Lan gỡ bỏ trong danh mục dân tộc trong điều tra dân cư, và các chính sách mạnh tay đã được ban hành. Các chỉ dấu về người Lào hay quá khứ của họ bị gỡ bỏ và tiếng Lào bị cấm trong trường học và trong sách.
Isan là một vùng mà nông nghiệp mang tính chủ đạo và nghèo hơn so với các vùng khác của Thái Lan, nhiều người đã dời khỏi khu vực để tìm kiếm việc làm tại Vientiane, Bangkok hoặc ra nước ngoài, khu vực có được mối quan tâm mới vì văn hóa truyền thống của nó có sự khác biệt mặc dù tương đồng với văn hóa Thái. Isan ngày càng đô thị hóa, và nhiều thành phố lớn đã nổi lên. Do có dân số lớn và có một lượng phiếu quan trọng trong các cuộc bầu cử, chính phủ quốc gia Thái Lan ngày càng quan tâm đến việc cải thiện cơ sở hạ tầng, thương mại và giáo dục của Isan, song nghèo đói và chủ nghĩa vùng miền vẫn còn là trở ngại đối với sự phát triển của vùng này.

## Phân bổ
Có khoảng 3,6 triệu người Lào tại Lào, chiếm xấp xỉ 68% dân số (còn lại chủ yếu là các bộ tộc vùng cao). Người dân tộc Lào tại Lào tạo thành nhóm Lào Lùm ("người Lào vùng thấp") (tiếng Lào: ລາວລຸ່ມ, tiếng Thái: ลาวลุ่ม, IPA: laːw lum). Một cộng đồng nhỏ người Lào xuất hiện tại Thái Lan và Campuchia, sinh sống chủ yếu tại vùng trước khi thuộc về Lào là Stung Treng (Xieng Teng trong tiếng Lào), và tại Việt Nam. Ngoài ra còn có một số lượng đáng kể người Lào tại hải ngoại và có thể lên đến 500.000 người. Hầu hết người Lào tại hải ngoại là những người tị nạn từ Lào sau Chiến tranh để trốn tránh Pathet Lào. Những nơi có nhiều người Lào tị nạn là Hoa Kỳ, Pháp, Nhật Bản, Úc, Đức, Canada, Singapore, và Anh Quốc; cũng có nhiều người sống tại Argentina, Ấn Độ, Bangladesh, Pakistan, Thụy Sĩ, Myanmar và Brasil.
Theo số liệu điều tra dân số Hoa Kỳ năm 2000, tại nước này có 168.707 người Lào và con số vào năm 2005 là 200.000 không tính người H'Mông, song bao gồm người Dao, Thái Đen, Khơ Mú và các nhóm khác.

## Ngôn ngữ
Tiếng Lào là một ngôn ngữ có thanh điệu thuộc Ngữ hệ Thái-Kadai, có quan hệ gần gũi với tiếng Thái và các ngôn ngữ của các sắc tộc Thái khác. Hầu hết từ vựng trong tiếng Lào có nguồn gốc Thái bản địa, song cũng có những đóng góp quan trọng từ tiếng Pali và tiếng Phạn cũng như các ngôn ngữ Môn-Khmer. Chữ cái tiếng Lào dựa trên chữ cái Ấn. Mặc dù tiếng Lào có năm phương ngữ chính, những người sử dụng các phương ngữ khác nhau đều có thể hiểu lẫn nhau và người Lào tin rằng họ đang nói các biến thể của cùng một thứ ngôn ngữ.

### Tiếng Lào tại Lào
Tiếng Lào (ພາສາລາວ) là ngôn ngữ chính thức tại Cộng hòa Dân chủ Nhân dân Lào và chữ viết chính thức là chữ cái Lào. Là ngôn ngữ chiếm ưu thế trong hầu hết nhóm Lào Lùm và do đó là hầu hết cư dân nước Lào, tiếng Lào là ngôn ngữ thống trị trong giáo dục, chính quyền, và ở những nơi chính thức khác. Các ngôn ngữ thiểu số được khoảng gần một nửa dân số sử dụng, và bao gồm các ngôn ngữ thuộc các ngữ hệ Nam Á, Hán Tạng, Nam Đảo và H'Mông-Miền. Chính tả không hoàn toàn thống nhất, đã có một vài cải cách để khiến ngôn ngữ Lào tiến gần hơn đến các hệ thống ngữ âm để giúp ổn định ngôn ngữ. Tiếng Lào không có chuẩn chính thức, song phương ngữ Vientiane được coi là chuẩn trên thực tế.

### Tiếng Lào tại Thái Lan
Ranh giới các phương ngữ tiếng Lào cũng được mở rộng đến vùng Đông Bắc Thái Lan, được gọi là Isan (I-sản), song tiếng Lào được nói tại Thái Lan đã tiếp nhận nhiều từ vựng và mã chuyển đổi của tiếng Thái (tiếng Xiêm). Tại Thái Lan, tiếng Lào không được giảng dạy hay sử dụng tại trường học, chính quyền và hầu hết các phương tiện truyền thông. Chính sách Thái hóa đã loại bỏ chữ viết Lào và tiếng Lào tại Thái Lan nay được viết bằng chữ cái Thái, ngoài ra, tên gọi "tiếng Lào" cũng được đổi thành "tiếng Isan" để cắt đứt các mối liên hệ chính trị với nước Lào. Mặc dù vậy, tiếng Lào vẫn là ngôn ngữ của gần một phần ba dân cư Thái Lan và là ngôn ngữ chính của 88% hộ gia đình tại Isan. Tiếng Lào vẫn là một ngôn ngữ khu vực quan trọng và là một biểu tượng của bản sắc Isan, nhưng nó cũng đang phải trải qua một sự suy giảm do sự lấn át của tiếng Thái

## Tôn giáo
Tôn giáo tại Lào mang tính hổ lốn cao, và bắt nguồn từ ba nguồn chính, hầu hết người Lào tự xem mình là tín đồ Phật giáo tiểu thừa, nhiều truyền thống của họ bắt nguồn từ Ấn Độ giáo và Phật giáo.

### Phật giáo

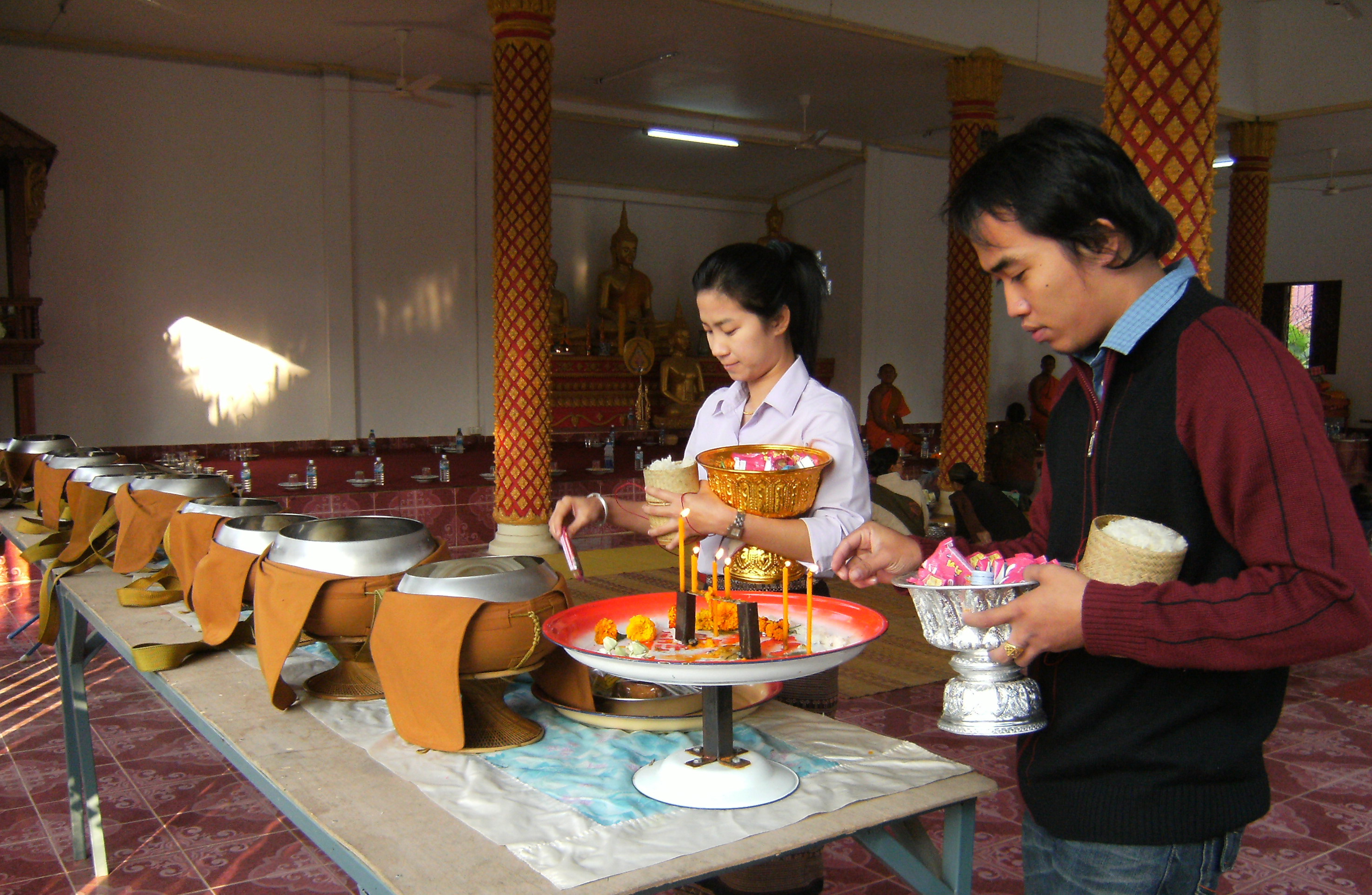
Cung cấp thực phẩm cho nhà sư để làm công đức tại một ngôi chùa tại Vientiane

Phật giáo (ພຣະພຸດທະສາສນາ, พุทธศาสนา, [pʰā pʰūt tʰāʔ sàːt sáʔ nǎː]) là tôn giáo phổ biến nhất tại Lào, được 67% dân số nước này và gần như toàn bộ dân tộc Lào tin theo. Con số "Phật tử" có thể còn cao hơn, do Phật giáo cũng có ảnh hưởng đến nhiều nhóm bộ tộc khác, song những nhóm này lại thường tự xem mình là người theo thuyết vật linh. Phật giáo cũng là tôn giáo chiếm ưu thế tại Isan và hầu hết các quốc gia láng giềng của Lào. Bên trong Phật giáo, hầu hết người Lào theo phái tiểu thừa (ເຖຣະວາດ, เถรวาท, [tʰěː rā wâːt]) song vẫn có ảnh hưởng lịch sử từ Đại thừa và đây cũng là phái chính của những người Việt và người Hoa thiểu số định cư giữa những người Lào.
Trong một cộng đồng người Lào, đền chùa là trung tâm của các hoạt động cộng đồng, nơi dân làng tập hợp để thảo luận về các mối quan tâm hoặc thỉnh cầu nhà sư suy xét và hướng dẫn cho họ, và hầu hết đàn ông sẽ vào chùa ở trong một số thời điểm nhất định để tiếp nhận thêm kiến thức tôn giáo và để làm công đức.
Ngũ giới (ປັນຈະສິນ, [ban tʃaʔ sin], เบญจศีล, [beːn tʃaʔ sin]) của Phật giáo khuyên con người không được sát sinh, trộm cướp, tà dâm, gian dối, say sưa. Văn hóa và cách cư xử của người Lào mang những nét tiêu biểu xuất phát từ niềm tin Phật giáo, bao gồm khoan dung, tôn trọng người lớn tuổi và cấp bậc trong gia đình, lòng vị tha, vô tư với thế gian, chu đáo với em ruột, lịch sự, tự phủ định, và khiêm tốn. Các niềm tin căn bản là đầu thai và nghiệp.
Các ngày lễ có liên quan đến Phật giáo bao gồm Boun Phra Vet (Phật hóa thân, ບຸນພຣະເວດ, บุญพระเวส, [bun pʰaʔ vet]), Magha Puja (Tăng đoàn, ມະຄະບູຊາ, มาฆบูชา), Songkhan (tết, ສັງຂານ, สงกรานต์), Phật đản (ວິສາຂະບູຊາ, วิศาขบูซา), Vassa (an cư, ວັນເຂົ້າພັນສາ, วันเข้าพรรษา), Wan Awk Pansa (ວັນອອກພັນສາ วันออกพรรษา), Kathina (ກະຖິນ, กฐิน). Ngoài những ngày này, các ngày an tức nguyệt của Phật giáo (ວັນພຣະ, วันพระ, [van pʰaʔ]), trong các tuần trăng, và hội chùa cũng là những lúc người ta đến viếng thăm các chùa để cầu nguyện và thỉnh cầu lời giáo huấn của các nhà sư về các mối quan tâm tinh thần, và cúng thực phẩm, tiền hoặc giúp đỡ các công việc của nhà chùa, được gọi trong tiếng Lào là tambun (ທຳບຸນ, ทำบุญ, [tʰam bun]).

### Thuyết vật linh
Thuyết vật linh là tôn giáo bản địa của hầu hết những người Môn–Khmer và gần đây là thiểu số H'Mông-Miền và Tạng-Miến, và cũng là tôn giáo truyền thống của các sắc tộc Thái trước khi họ tiếp nhận Phật giáo, thậm chí một số bộ tộc Thái nay vẫn là những người theo thuyết vật linh. Đối với người dân tộc Lào, thuyết vật linh đan xen với Phật giáo và một số yếu tố Ấn Độ giáo. Mặc dù bị đàn áp vào các thời điểm khác nhau trong lịch sử, thuyết vật linh vẫn tiếp tục là một bộ phận lớn trong truyền thống tôn giáo của người Lào.

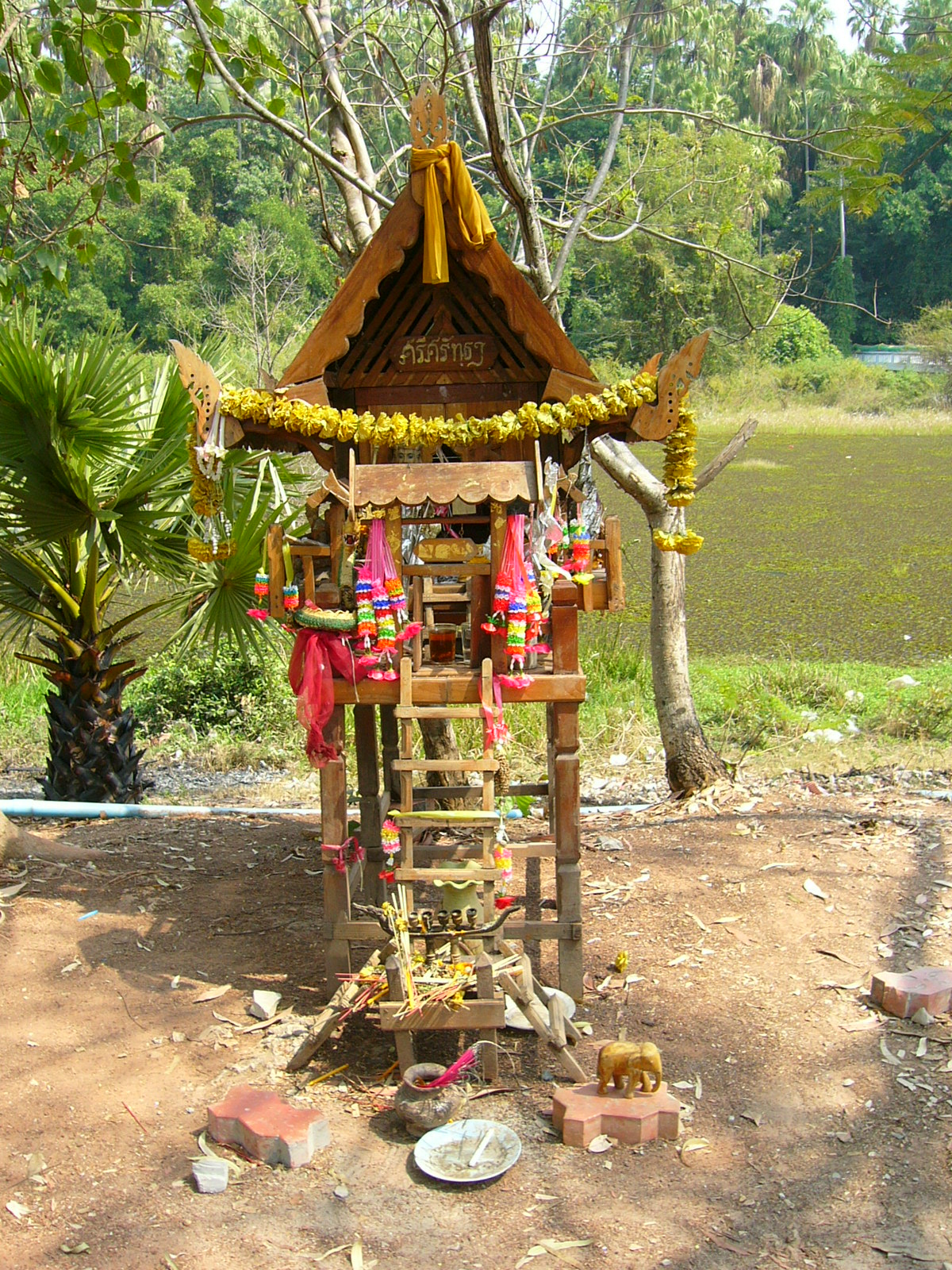
Một điện cúng gần Wat Kham Chanot, tỉnh Udon Thani

Người Lào tin vào ba mươi hai vị thần linh được gọi là khwan (ຂວັນ, ขวัญ, [kʰwan]) bảo vệ thể xác con người, và các nghi lễ basi (ບາສີ, [baː siː], ใบสี, [bɑj siː]) được thực hiện trong các sự kiện quan trọng hoặc trong những lúc lo lắng để trói buộc các linh hồn và thể xác, nếu thiếu vắng chúng thì người ta sẽ tin rằng đã mời bệnh tật hoặc tai họa đến. Ngoài ra, có các thần linh khác, được gọi là phi (ຜີ, ผี, [pʰiː]); cụ thể là bảo vệ các ngôi nhà hoặc các lãnh thổ, chúng là các địa điểm, sự vật hoặc hiện tượng tự nhiên; linh hồn tổ tiên và các linh hồn khác bảo vệ con người; và các linh hồn độc ác. Các thần linh bảo hộ của các địa điểm, như phi wat (ຜີວັດ, ผีวัด) của các chùa và lak mueang (ຫລັກເມືອງ, หลักเมือง, [lak mɯːaŋ]) của các đô thị được cộng đồng tổ chức cúng tế với thực phẩm.
Trong cuộc sống hàng ngày, hầu hết người Lào phải cúng tế các thần linh được cho là cư trú trong các điện thờ để mong được bình an. Đồ cúng gồm hoa, hương, và nến, và người ta sẽ cầu nguyện các thần linh phù hộ. Các thần linh tự nhiên bao gồm các thần sống trong cây cối, đồi núi, hoặc trong rừng. Các thần linh bảo vệ người dân thường là tổ tiên hoặc các thánh thần đến vào các thời điểm khác nhau trong cuộc sống, được gọi là thewada. Các thần linh ác độc bao gồm những người xấu xa trong kiếp trước hoặc đã chết một cách bi thảm, chẳng hạn như phi pob (ຜີປອບ, ผีปอบ) rùng rợn và phi dip (ຜີດິບ, ผีดิบ) hút máu. Một số "phi" là các vị thần bản địa và phi Ấn Độ giáo, như phi thaen (ຜີແຖນ, ผีแถน) 
Các pháp sư tâm linh (ໝໍຜີ, หมอผี) là những người địa phương được đào tạo để thực hiện các lễ nghi và giao tiếp giữa linh hồn của họ với các linh hồn nói chung. Sử dụng thôi miên, các khách thể tinh thần thấm nhuần với sức mạnh thiên nhiên, hoặc saksit, các tài sản, và các nghi thức như lam phi fa (ລຳຜີຟ້າ, ลำผีฟ้า, [lam pʰiː faː]) hoặc basi, pháp sư thường được người dân đến tham khảo ý kiến những lúc họ gặp rắc rối, bị ma ám ảnh, bị bệnh tật hoặc các bất hạnh khác mà họ cho rằng có thể do các linh hồn độc ác hoặc không hạnh phúc gây ra. Các pháp sư cũng thường hiện diện trong các lễ hội vật linh.

### Ấn Độ giáo

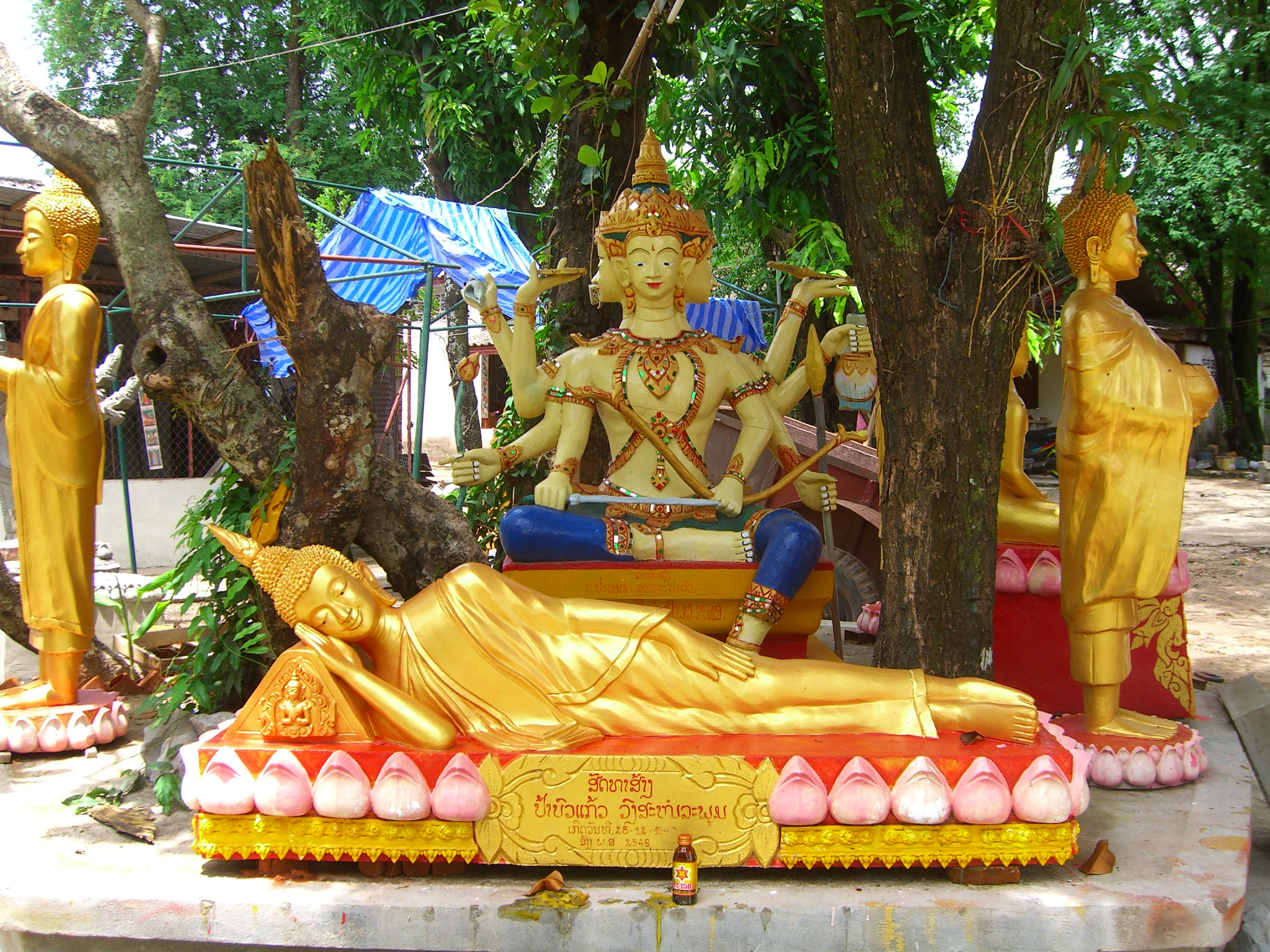
Một tượng Brahma (hậu cảnh) tại một chùa ở Vientiane

Ấn Độ giáo là tôn giáo có ảnh hưởng chủ yếu đến đế quốc Khmer, đề tài Ấn Độ giáo có thể được tìm thấy trong các đền chùa của họ, như Vat Phou. Các đền chùa thường được xây dựng trên các địa điểm của các đền thời Ấn Độ giáo cổ đại, và các bức tượng hoặc họa tiết của các vị thần Ấn Độ giáo thường được tìm thấy bên ngoài các ngôi đền. Mặc dù các nghi lễ Ấn Độ giáo có ảnh hưởng lớn, song người Lào không công khai chúng như những người Xiêm láng giềng.
Người Lào đã tiếp nhận và phỏng tác Ramayana thành một phiên bản địa phương, được gọi là Phra Lak Phra Ram (ພຣະລັກພຣະຣາມ, พระลักษมณ์พระราม, [pʰaʔ lak pʰaʔ laːm]). Phiên bản Lào của sử thi được xen vào những thần thoại của người Lào, và Bản sinh kinh cũng được coi trọng. Nhiều điệu múa cung đình dựa trên các tình tiết của câu chuyện. Ấn Độ giáo đã đan xen một cách dễ dàng vào cả thuyết vật linh và Phật giáo, do đó nhiều vị thần Ấn Độ giáo được coi là Thaen và các nhà sư Phật giáo đã kết hợp nhiều nghi thức Bà-la-môn. Người dân Lào đặc biệt tôn kính Naga, các á thần giống con rắn và cai trị các tuyến đường thủy.

## Văn hóa

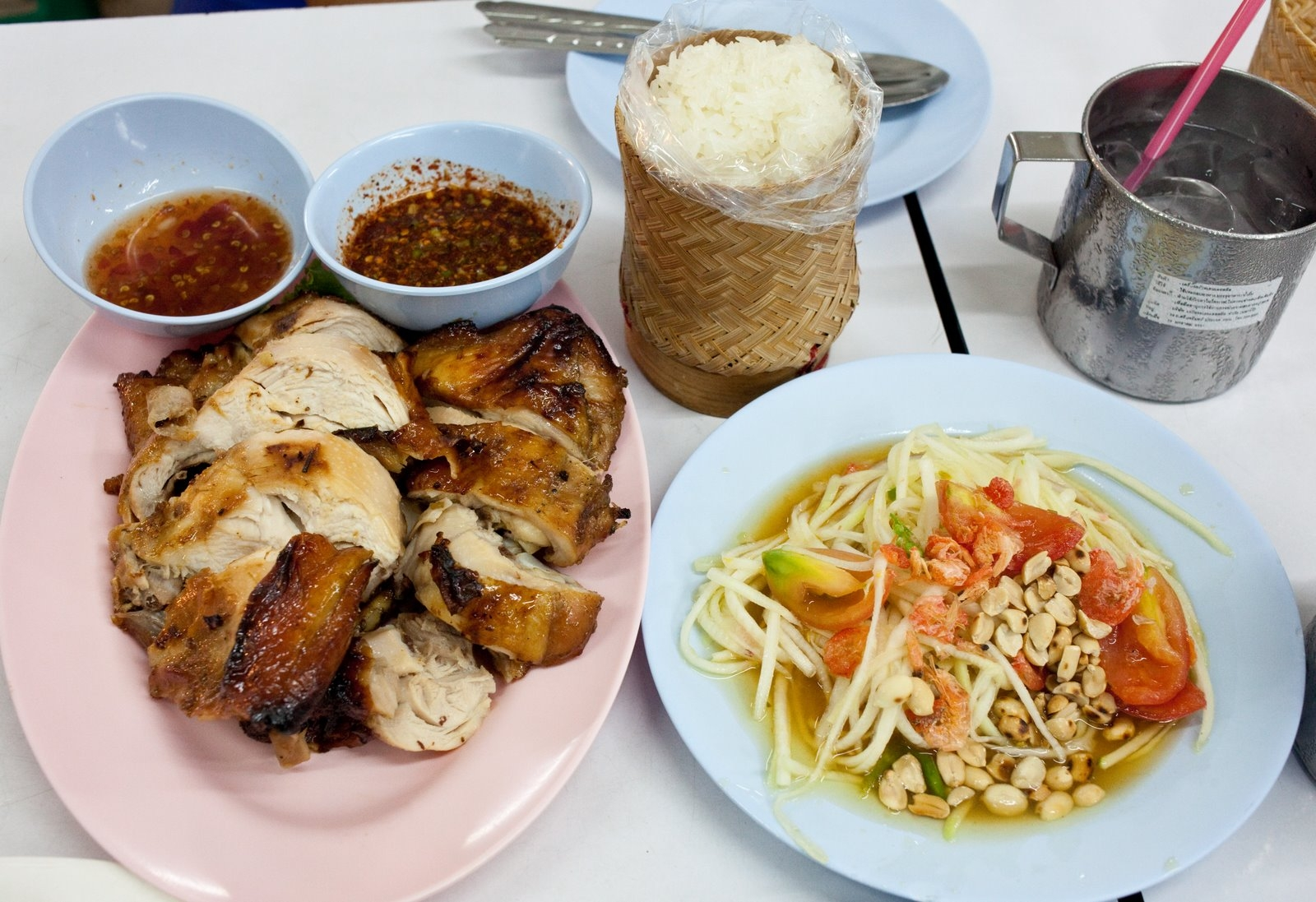
Một đĩa Tam mak hoong, ping gai, và cơm nếp, một món ăn thông dụng của người Lào.

Ẩm thực Lào tương đồng với các nền ẩm thực khác trong khu vực như ẩm thực Thái Lan và ẩm thực Campuchia, song có một số đặc điểm riêng biệt. Các món ăn nổi tiếng nhất của ẩm thực Lào là lạp và tam mak hoong, cả hai đều có nguồn gốc từ nước Lào. Ẩm thực của người Lào tại Lào và tại Isan chỉ khác nhau về chi tiết, khác biệt chủ yếu là ẩm thực Lào thiếu ảnh hưởng của ẩm thực Thái, ẩm thực Isan thì thiếu ảnh hưởng của ẩm thực Pháp. Gạo là loại lương thực chính, và chủng loại chính là gạo nếp hoặc khao nio (ເຂົ້າຫນຽວ, ข้าวเหนียว, [kʰàw nǐw]), và nó cũng là đặc điểm trên bàn ăn của người Isan và Bắc Thái do cả hai đều chịu ảnh hưởng của ẩm thực Lào. Mặc dù thỉnh thoảng gạo được thay thế bằng mì, hoặc các chủng loại gạo ít phổ biến hơn, bàn ăn của người Lào thường sẽ có kèm theo các món canh khác nhau, rau sống, và mọi người cùng chia sẻ các món ăn với nhau. Nhiều món ăn rất cay nồng do trong đó có ớt, cộng thêm các thảo mộc và nước mắm.
Người Lào nói chung vẫn chủ yếu sinh sống tại nông thôn, và nông nghiệp là kế sinh nhai của họ, trong đó gạo là lương thực quan trọng nhất. Người Lào sống định cư lâu dài giống như các cư dân vùng thung lũng sông và vùng đất thấp khác trong khu vực, trong khi các bộ tộc vùng cao của nước Lào thường du canh du cư.
Âm nhạc truyền thống của người Lào được gọi là lam lao (ລຳລາວ, ลำลาว, [lám láːw]), mặc dù nó cũng được biết đến với tên morlam (Lào: ໝໍລຳ, Isan: หมอลำ, [mɔ̌ːlám]) một thuật ngữ được ưa chuộng trong tiếng Isan. Các nghệ sĩ đến từ Thái Lan nổi tiếng tại Lào và ngược lại, trong khi văn hóa Lào tại Isan chịu ảnh hưởng mạnh của chính sách Thái hóa. Âm nhạc truyền thống Lào nổi bật với việc sử dụng nhạc cụ khene (khèn, Lào: ແຄນ, Isan: แคน, [kʰɛːn]).

## Phân nhóm người Lào
Tại Lào, ít có sự phân biệt giữa người Lào với các sắc tộc Thái có liên hệ gần gũi và có ngôn ngữ thông hiểu lẫn nhau, họ được xếp thành một nhóm gọi là Lào Lùm hay 'Lào vùng thấp' (tiếng Lào: ລາວລຸ່ມ láːu lūm , tiếng Thái: ลาวลุ่ม, IPA: laːw lum). Hầu hết các thành viên trong nhóm chia sẻ nhiều đặc điểm chung về văn hóa và nói các phương ngữ hoặc ngôn ngữ rất tương đồng với nhau, chỉ có một số khác biệt nhỏ trong thanh điệu, từ vựng, và phát âm một số từ nhất định, song không đủ để cản trở họ nói chuyện, song nhiều thành viên trong nhóm này, như Nyaw và Phuthai tự xem mình là các nhóm riêng biệt, và thường có sự khác biệt trong trang phục và từ đó có thể nhận biệt được họ.